# Светлое будущее 3: Любовь и смерть в Сайгоне
«Светлое будущее 3» (英雄本色3-夕陽之歌; Yīngxióng běnsè sān – xīyáng zhī gē) — кинофильм. Режиссёром фильма стал Цуй Харк, продюсер первых двух частей. Первоначальный сценарий был написан Джоном Ву, но из-за творческих разногласий с Цуй Харком во время съёмок второй части фильма, он отказался от идеи продолжать «Светлое будущее». Сценарий позже был им переделан и положен в основу фильма «Пуля в голове». Фильмы имеют между собой параллели, в первую очередь это время и место действия: Гонконг и Вьетнам во время войны. Название «Любовь и смерть в Сайгоне» фильм получил от одноимённой песни, которую в фильме исполняет Анита Муи.

## Сюжет
1974 год. Марк приезжает в Сайгон к двоюродному брату Муну. В аэропорту он становится жертвой коррумпированных таможенников, но его спасает таинственная незнакомка, весьма влиятельная в городе. Марк встречает брата, когда тот выходит из местной тюрьмы, и вдвоём они едут к старому отцу Муна. В городе творятся беспорядки, военные сталкиваются с мирными жителями и Мун хочет забрать отца в Гонконг, однако тот, проработав 20 лет в своей собственной лавке и никуда не уезжая, не в восторге от этой идеи.
Мун рассказывает Марку о том, что он занимается контрабандой, чтобы скопить достаточно денег, ведь без взятки невозможно получить визу. Они сидят в местном ресторане и ожидают человека по имени Чоу Ин-Кит, который может предложить им работу. Владельцу ресторана не нравятся подозрительные молодые люди и он натравливает на них своих телохранителей, но братьев выручает та самая женщина из аэропорта. Она и оказывается Чоу.
Марк уговаривает её поручить им любое дело, чтобы братья могли собрать денег и покинуть Сайгон. Она соглашается, но сделка не проходит гладко, однако, втроём они справляются со всеми опасностями. Чоу берёт братьев под своё покровительство и несколько месяцев жизнь идёт спокойно. Марк учится стрелять из пистолета, Чоу дарит ему очки в стиле Ален Делона. За эти месяцы у Чоу появилась привязанность к Марку, но тот не спешит отвечать взаимностью, хоть и тоже чувствует к ней что-то подобное, потому что не хочет обижать Муна, который откровенно влюблён в Чоу.
Время идёт, и братья наконец решают лететь в Гонконг. Отцу Муна приходится покинуть любимую лавку и оставить своего помощника Пата. В аэропорту троица снова становится жертвой таможенников. Начальник находит и забирает их деньги и, кроме того, по его приказу ломаю вывеску, что висела на лавке отца Муна. Старик тяжело переживает потерю этой вещи и с ним случается сердечным приступ. Разгневанный Марк избивает начальника таможни. Другие уже готов наброситься на него, но ситуацию спасает появление Чоу. Марк забирает свои деньги, и троица благополучно улетает.
Скоро в Сайгон возвращается некий Хо Чунг-Чинг — лидер контрабандистов, скрывавшийся несколько лет. Чоу же едет в Гонконг, где наконец она достаётся Марку. Она привозит ему подарок — тот самый знаменитый плащ, в котором в 1 части фильма появиться сорок пулевых дырок, а во 2 он перейдёт брату Марка — Кену. Но счастье не длится долго, ревнивый Хо, узнав о связи Марка с Чоу, присылает бомбу в новую лавку отца Муна. На этот раз сердце старика не выдерживает. Чоу вынуждена вернуться в Сайгон, чтобы передать Хо его деньги, а братья отправляются за ней, чтобы отомстить Хо.
В Сайгоне дела обстоят ещё хуже, чем прежде: теперь в городе главенствует вьетнамский военачальник. Хо и его люди попадают в плен, но Хо предлагает сделку: как только он получит деньги, то передаст военному 3 миллиона за билеты на последний открытый рейс из Сайгона. Тем временем братья встречают Пата и втроём они ищут Чоу. Но Чоу сама находит их, она встречается с Муном и передаёт ему билеты на самолёт. В этот момент на них нападают вьетконговцы, Пату и Чоу удаётся уехать, а Мун гибнет при взрыве.
Чоу решает в одиночку отомстить Хо, она изготавливает бомбу и берёт её с собой в сумку на встречу с Хо. Военачальник обманывает Хо, он решает убить его и забрать все деньги. Хо и Чоу отстреливаются и Хо находит бомбу Чоу. Он готов убить её, но тут появляется Марк. В этой долгой перестрелке гибнут военные, люди Хо и он сам, Чоу серьёзно ранят, зато оказывается, что выжил Мун. Хо признаётся, что его настоящее имя — Танака и просит Марка позаботиться о Чоу.
Последний выживший противник — военачальник, атакует друзей из танка. Марку удаётся взорвать его ящиком боеголовок. Пат, Мун, Марк везут Чоу в госпиталь, но он переполнен, доктора не могут спасти даже детей. Тогда они едут в аэропорт и, пробираясь через толпу, попадают на последний отлетающий военный вертолёт. Пат остаётся в Сайгоне, чтобы найти своих родителей, а Мун и Марк улетают. Вертолёт поднимается в небо и через несколько минут Чоу умирает на руках у Марка.

## Актёры
- Чоу Юнь-Фат — Марк
- Тони Люн Ка Фай — Мун
- Анита Муи — Чоу
- Ши Кьен — Отец Муна
- Вэй Лун Чэн — Пат
- Сабуро Токито — Хо/Танака